# Johannes Komnenos (Domestikos der Scholen)
Johannes Komnenos (mittelgriechisch Ἰωάννης Κομνηνός; * um 1015; † 12. Juli 1067 in Konstantinopel) war ein byzantinischer Aristokrat aus der Familie der Komnenen, der unter seinem Bruder Kaiser Isaak I. als Domestikos der Scholen amtierte. Er ist der Vater von Kaiser Alexios I.

## Leben
Johannes Komnenos war der jüngere Bruder des späteren Kaisers Isaak I. Nach dem Tod ihres Vaters Manuel Komnenos Erotikos verwaist, wurden die beiden Komnenen auf Anordnung von Basileios II. im Studionkloster in Konstantinopel erzogen. Seit 1044 war Johannes mit Anna Dalassene verheiratet. Das Paar hatte die fünf Söhne Manuel († 1070), Isaak, den späteren Kaiser Alexios, Adrianos und Nikephoros sowie die drei Töchter Maria, Eudokia und Theodora.
Bei seinem Herrschaftsantritt 1057 verlieh Isaak I. dem Johannes die hohen Hofwürden eines Nobelissimos und Kuropalates und ernannte ihn zum Domestikos (bzw. Dux, d. h. Oberkommandierenden) der byzantinischen Truppen im Westen. Als der schwer erkrankte Kaiser sich am 25. Dezember 1059 zur Abdankung entschloss, trug er zunächst seinem Bruder die Nachfolge an. Johannes verzichtete jedoch auf die Krone, sehr zum Ärger seiner Frau, die ihn dafür heftig tadelte und – letztlich vergeblich – versuchte, ihn umzustimmen. An seiner Stelle bestieg auf Anraten von Michael Psellos der schon betagte Senatsvorsitzende Konstantin Dukas den Thron von Konstantinopel.
Johannes Komnenos starb am 12. Juli 1067 als Mönch im Studionkloster. Seine Witwe Anna Dalassene blieb eine einflussreiche Persönlichkeit in der byzantinischen Politik; 1081 war sie maßgeblich an der erfolgreichen Usurpation ihres Sohnes Alexios gegen Nikephoros III. beteiligt.